# Generacions robades

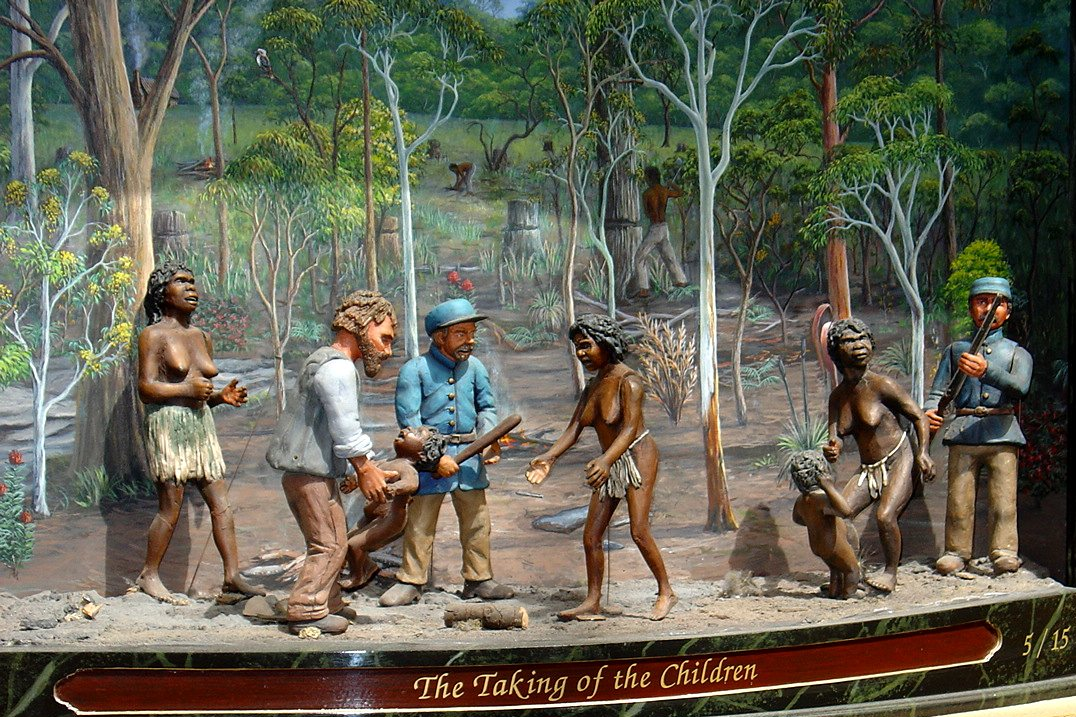
Un portrayal va titular L'Agafant dels Nens en el 1999 Rellotge australià Gran, Edifici de Victoria de la Reina, Sydney, per artista Chris Cooke.

Les Generacions robades (Stolen Generations o Stolen Children) defineix aquells nens aborígens separats de les comunitats indígenes on vivien pel govern australià entre el 1869 i el 1969. Molts d'aquests nens eren sovint mestissos de mare aborigen i pare blanc. Van ser enviats a orfenats o internats o bé confiats a la cura de missions cristianes o famílies d'acull blanques que els utilitzaven com a criats. Les extraccions d'aquells referit com a nens "half-caste" (mitja-raça) va tindre lloc en el període entre 1905 i 1967, tot i que en alguns llocs aquesta pràctica durà fins a la dècada dels 70 del s. XX.
Estimacions de govern oficial indiquen que, entre 1910 i 1970, en algunes regions entre 1/10 i 1/3 dels nens indígenes van ser separats de les seves famílies i comunitats.

## Característiques generals
Tot i el racisme subjacent, diversos documents dels segles xix i xx indiquen que la política de sostreure els nens aborígens de les seves famílies es va relacionar al fet que els pobles aborígens patien una decadència demogràfica per la mateixa natura, no a conseqüència de la colonització. Els colons blancs assumiren que els aborígens de pura raça anaven camí de l'extinció. La idea expressada per A. O. Neville, Protector en Cap dels pobles aborígens a Austràlia Occidental, i altres era que els nens mestisos podrien ser entrenats per treballar a la societat blanca, i que passades unes generacions de matrimonis mixtos la població mestissa seria assimilada per la societat.

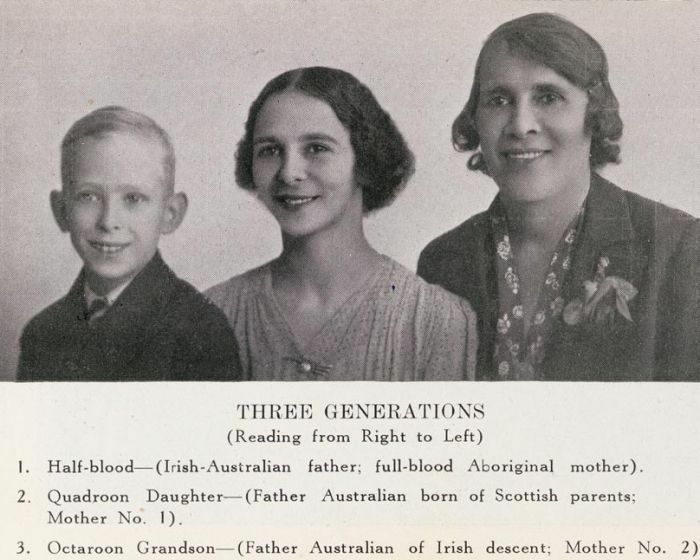
La successiva dilució del "color" a la població aborigen, volia ser demostrada en el llibre de l'A. O. Neville "Australia's coloured minority"

Si bé el Comitè Central per la Protecció d'Aborígens hi havia estat defensant tals poders d'ençà el 1860, l'Acta de Protecció Aborigen 1869 (Vic) va incloure la primera legislació autoritzant el rapte de nens als pares aborígens a la colònia de Victòria. Durant la darreria del s. XIX i primeres dècades del s. XX, s'establiren legislacions i polítiques similars a diferents estats i territoris